# رؤيا بطرس
رؤيا بطرس أو نهاية العالم لبطرس ( بالانكيلزية Apocalypse of Peter ) هي مثال على الأدب الرؤيوي المسيحي المبكر الشهير . كان هذا الكتاب مرشحًا جديًا لإدراجه في العهد الجديد، وقد اعتبره العديد من المراجع المسيحية القديمة كتابًا مقدسًا، لكنه فُقد في التاريخ لأكثر من 1500 عام حتى أعيد اكتشافه قرب مطلع القرن العشرين.

## التاريخ
لقي الكتاب رواجًا في الشرق والغرب، وانتقلت الأفكار التي به إلى غيره من المؤلفات مثل الأقوال السبيليانية ورؤيا بولس ورؤيا توما حتى عصر دانتي وكوميدياه الإِلهية. ويستدل من كتابات الآباء على أن الكتاب يرجع إلى القرن الثاني، ويحتمل أنه يرجع إلى النصف الأول منه.

## قانونية السفر
حوالي عام 200، أشار كليمنضس الإسكندري إلى "رؤيا بطرس" على أنها كتاب مقدس ( Eclogae Propheticae 41) ونسبها إلى بطرس (48-49). الجزء الموراتوري، وهو عمل مبكر يرجع تاريخه إلى ما بين أواخر القرن الثاني والرابع، يقبل رؤيا يوحنا (أي سفر الرؤيا) وبطرس ككتاب مقدس، لكنه يعترف بأن "البعض منا لا يرغبون في أن يكون الأخير هو الكتاب المقدس". اقرأ في الكنيسة." كما أيدها رجال الكنيسة الأوائل الآخرون.

## حذفه من الكتاب المقدس
بعد أن اعتبر البعض كتب الراعي لهرماس، والديداكي، ورسالة أكليمنضس، ورسالة برنابا، ورؤيا بطرس، على أنها أسفار قانونية، أصرَّت الكنيسة على شرط أساسي للموافقة على قانونية السفر، وهو أن يكون الكاتب أحد رسل المسيح، وليس أي شخص آخر، حتى لو كان من الآباء الرسوليين، وهذا ما دفع الكنيسة لإخراج بعض الأسفار التي اعتبرها البعض في وقت ما أنها أسفار قانونية، وهذا عين ما جاء في الترجمة اليسوعية أيضًا في نفس الموضع: "ويبدو أن مقياس نسبة المؤلَّف إلى الرسل استعمل استعمالًا كبيرًا، ففُقد رويدًا رويدًا كل مؤلَّف لم تثبت نسبته إلى رسول من الرسل ما كان له من الحظوة. فالأسفار التي ظلت مشكوكًا في صحتها، حتى القرن الثالث، هيَ تلك الأسفار نفسها التي قام نزاع على صحة نسبتها إلى الرسل في هذا الجانب، وذلك من الكنيسة"

## وصلات خارجية
- اثبات قانونيه سفر " رؤيا بطرس " من اقدم جداول القانون ، بحث هام وجديد  - شبكة بن مريم